# Mimaropa
Mimaropa è una regione delle Filippine occidentali, posta tra l'isola di Luzon e le Visayas. Il capoluogo regionale è la città di Calapan sull'isola di Mindoro.
Le province che fanno capo a questa regione, ufficialmente Regione Southwestern Tagalog e precedentemente Regione IV-B, e i cui nomi formano l'acronimo che dà il nome alla provincia, sono: Mindoro Occidentale, Mindoro Orientale, Marinduque, Romblon e Palawan.

## Storia
Il 17 maggio 2002 la regione IV di Southern Tagalog veniva divisa in due regioni, la IV-A, Calabarzon, e la IV-B, Mimaropa. Il 23 maggio 2005 l'isola di Palawan con la relativa provincia venivano trasferite per decreto governativo alla Regione VI di Visayas Occidentale. Il fatto che il trasferimento di Palawan sia avvenuto senza il consenso popolare e quindi senza un plebiscito o votazione pubblica, ha fatto subito sollevare una serie di eccezioni alla liceità di questo trasferimento.
Il 17 luglio 2016 la regione venne chiamata ufficialmente Regione Southwestern Tagalog, comunemente conosciuta come Mimaropa, abbandonando il nome di Regione IV-B. La provincia di Palawan è quindi rimasta all'interno della regione.

## Geografia fisica
La regione è formata da un'isola maggiore, Mindoro (10 572 km²) e altre isole minori tra le quali spicca Marinduque (959.3 km²), tra la baia di Tabayas a nord e il Mar di Sibuyan a sud, non lontano dalle coste della provincia di Quezon. Nella parte più sud-orientale, prossima alle Visayas, c'è la provincia di Romblon, formata anch'essa da una serie di isole le principali delle quali sono Romblon, Tablas e Sibuyan.

### Suddivisioni amministrative
La regione si divide in 5 province. Vi è una sola città componente alla quale vanno aggiunte 48 municipalità.

#### Province
- Marinduque
- Mindoro Occidentale
- Mindoro Orientale
- Romblon
- Palawan

#### Città
Città componenti:
- Calapan (Oriental Mindoro)
- Puerto Princesa (Palawan)

## Economia
La pesca e l'agricoltura (riso e noci di cocco soprattutto) sono le attività più sviluppate della regione.
La presenza di foreste è sfruttata per la produzione di legname mentre l'attività estrattiva (oro, argento, rame, tra gli altri) ha subito un rallentamento anche a seguito di un grave incidente.

## Società

### Lingue e dialetti
Il tagalog è la lingua più parlata a Marinduque e nelle coste nord-orientali e sud-occidentali di Mindaro. I Mangyan, la popolazione indigena di Mindaro, che vivono nell'interno dell'isola, parlano diverse lingue, sempre della famiglia austronesiana.  Nella provincia di Romblon prevalgono tre lingue: Romblomanon, Asi, Onhan, tutte vicine alle lingue delle Visayas.